# Zunft zum Goldenen Stern (Basel)
E. E. Zunft zum Goldenen Stern ist eine öffentlich-rechtliche Korporation der Stadt Basel und eine der zahlreichen Basler Handwerkerzünfte. Sie ist die historische Vereinigung der Scherer, Bader, Wundärzte und Chirurgen, steht heute aber allen Berufsständen offen.

## Geschichte
In der offiziellen Rangordnung der Basler Zünfte, erstmals 1357 durch die Ratsbesatzung festgelegt, figurieren die E. Zunft zum Goldenen Stern und zum Himmel an 13. Stelle. Die Korporation der Bader und Scherer sowie der Maler, Glaser, Sattler und Sporer bildete ursprünglich zusammen eine gespaltene Zunft. Es ist nicht bekannt, wann diese vom Bischof ihre Sanktionierung erhalten hat, da der Stiftungsbrief im Erdbeben von 1356 verloren gegangen ist. In der noch erhaltenen Stiftungsurkunde der E. Zunft zu Schneidern von 1260 wird jedoch erwähnt, dass schon damals fast alle Handwerker der Stadt in Zünften organisiert waren. Man darf demnach die Zeit der Entstehung der beiden Korporationen in die Mitte des 13. Jahrhunderts legen und hat sie auf 1260 datiert. 1361 wurde durch Bürgermeister und Rat der Stadt Basel die ursprünglich niedergelegte Zunftordnung bestätigt. Dabei wies man darauf hin, dass es sich um die Erneuerung von Satzungen handle, welche die Zunft von Anbeginn gehabt habe.
Der Name der Zunft war ursprünglich berufsbezogen, doch wurde er durch den Namen des Zunfthauses verdrängt. In der Gesamtzunft waren ursprünglich sehr verschiedene Handwerker vereinigt, die gemeinsam die Trinkstube ‹zum Himmel› an der Freien Strasse betrieben. Nicht lange währte diese Harmonie. Die Scherer erweiterten ihre Tätigkeit des Bartscherens und des Aderlassens zum höher eingestuften Beruf der Wundarznei. Sie trennten sich von den Malern, Sattlern und Sporern und erwarben 1398 ein eigenes Haus «zum guldinen Sternen» (an der Stelle, wo heute an der Freien Strasse der Coop City «Pfauen» steht), das der gespaltenen Zunft ihren Namen gab. Man besass jetzt eine eigene Ordnung und Verwaltung, verblieb aber zunftmässig bei der anderen gespaltenen Zunft zum Himmel. 1841 wurde in diesem Haus die «Nationalzeitung» gegründet, und die Liegenschaft verblieb bis 1889 in den Händen der Zunft. Der Zunftvorstand veräusserte dannzumal das Haus an ein Zunftmitglied, das kurz danach den Abbruch veranlasste. Seither besitzt die Zunft kein eigenes Haus mehr, sondern hat aufgrund einer engen Freundschaft mit der E. Zunft zu Webern Gastrecht auf ihrer Zunftstube in der Steinenvorstadt. An der Fassade prangt seither das Wappen des Goldenen Sterns und der Zunftvorstand hält dort seine Sitzungen ab.